# Marienloh
Marienloh ist ein nordöstlicher Stadtbezirk von Paderborn im Osten Nordrhein-Westfalens und hat etwa  3254  Einwohner. Bis 1968 war Marienloh eine eigenständige Gemeinde im Amt Altenbeken.

## Geografie
Marienloh liegt zwischen der Kernstadt Paderborn und Bad Lippspringe im Norden der Paderborner Hochfläche westlich des Eggegebirges auf einer Höhe von 128 m ü. NN. Durch Marienloh fließt die Beke, welche am Westrand der Ortschaft in die Lippe einmündet.

### Ausdehnung der Ortschaft
Marienloh umfasst eine Fläche von 7,37 km². Die West-Ost-Ausdehnung beträgt 4,8 km, die Nord-Süd-Ausdehnung etwa 3 km.

### Nachbarorte
Im Norden beginnend im Uhrzeigersinn grenzen an Marienloh die Stadt Bad Lippspringe sowie die Paderborner Stadtbezirke Neuenbeken und Benhausen, die Paderborner Kernstadt und der Stadtteil Schloß Neuhaus.

## Geschichte
Seit dem frühen Mittelalter gehört das Gebiet von Marienloh, ursprünglicher Ortsname Bendesloh, zum späteren Hochstift Paderborn.
1802 verliert das Hochstift Paderborn mit der Inbesitznahme durch Preußen seine staatliche Selbständigkeit. In Preußen gehört Marienloh zum Unterwaldischen Kreis. Von 1807 bis 1813 gehört Marienloh zum Kanton Lippspringe im Departement der Fulda des Königreichs Westphalen. Nach der napoleonischen Niederlage fällt Marienloh 1813 an Preußen zurück, wird 1815 in die neue Provinz Westfalen eingegliedert und kommt durch Erlass der Königlichen Regierung in Minden 1816 zum neuen Kreis Paderborn. Im Kreis Paderborn gehört Marienloh zum Amt Lippspringe.
1921 wird Lippspringe aus dem Amt Lippspringe gelöst und der dortige Amtssitz nach Altenbeken verlegt. Daraufhin erhält das Amt Lippspringe den Namen „Amt Altenbeken“.
Mit dem „Gesetz über die Eingliederung der Gemeinde Marienloh, Landkreis Paderborn, in die Stadt Paderborn“ vom 5. November 1968 wurde der Gebietsänderungsvertrag zwischen der Stadt Paderborn und der Gemeinde Marienloh vom 20. Februar 1968 weitestgehend bestätigt. Die bis dahin eigenständige und dem Amt Altenbeken angehörige Gemeinde wurde am 1. Januar 1969 in die Stadt Paderborn eingegliedert.

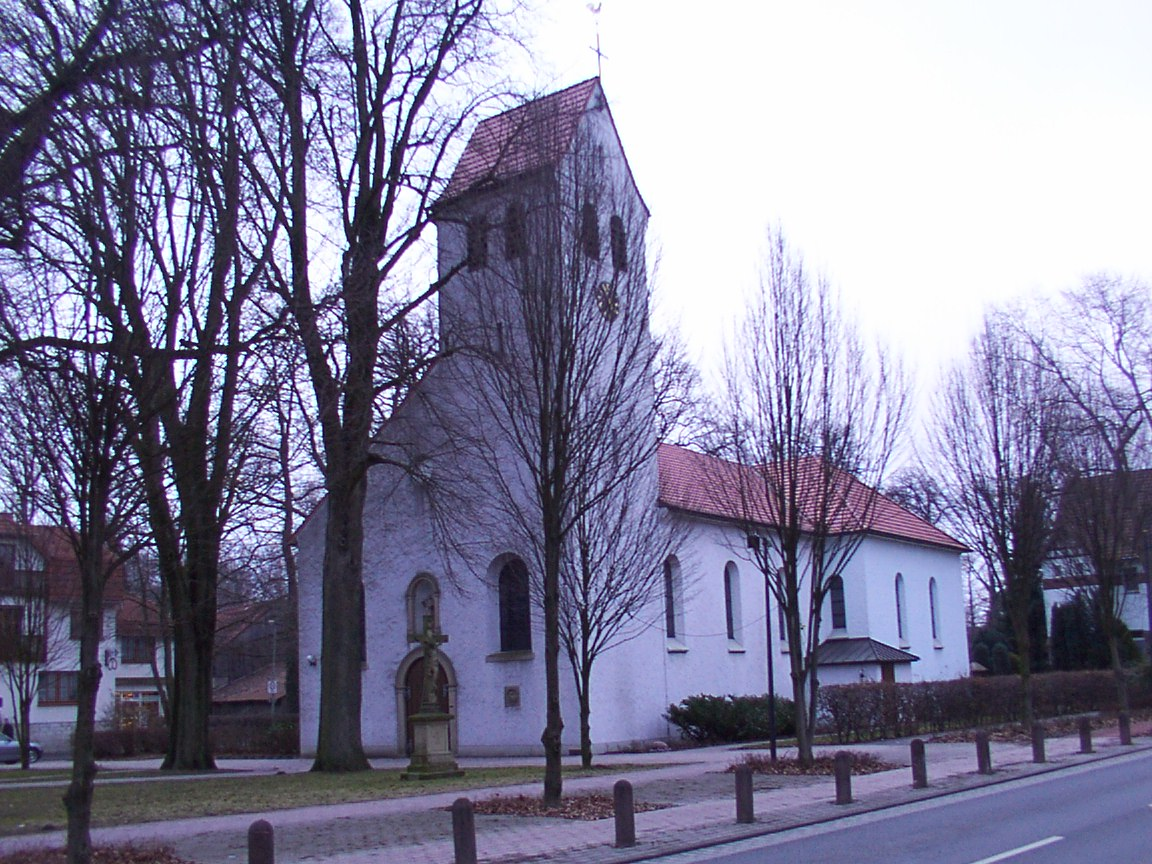
Kath. Kirche Sankt Joseph

### Religionen

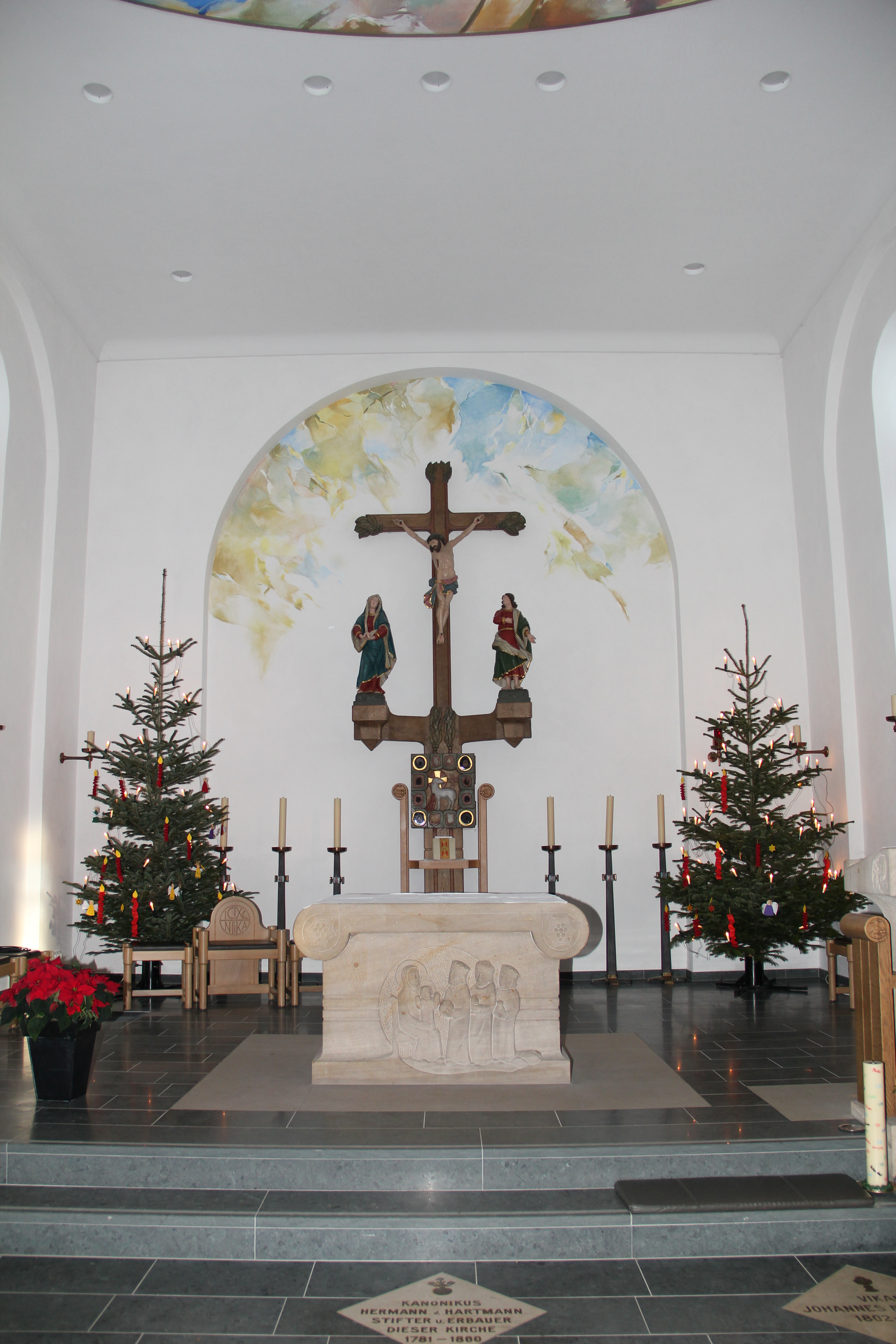
Chorraum der Sankt-Josef-Kirche in Marienloh

Wie alle Orte des ehemaligen Hochstifts Paderborn hat auch Marienloh eine mehrheitlich römisch-katholische Bevölkerung. Für diese gibt es die Kirchgemeinde Sankt Joseph im Dekanat Paderborn des Erzbistums Paderborn.
Die evangelischen Christen in Marienloh gehören zur evangelischen Kirchengemeinde Bad Lippspringe im Kirchenkreis Paderborn der Evangelischen Kirche von Westfalen.

### Einwohnerentwicklung
- 1950: 0854 Einwohner
- 1961: 0936 Einwohner
- 2005: 3023 Einwohner, davon 134 Ausländer (4,4 %)
- 2011: 2972 Einwohner
- 2012: 2962 Einwohner
- 2013: 2967 Einwohner, davon 120 Ausländer (4,0 %) (Quelle: Referat 105/Statistik der Stadt Paderborn)
- 2023: 3270 Einwohner[4]

## Politik

### Stadtratswahlen
Ergebnisse der Wahlbezirke 17 (Briefwahlbezirk), 171 und 172
|                 | 2014  | 2009  | 2004  |
| Partei          | %     | %     | %     |
| --------------- | ----- | ----- | ----- |
| CDU             | 57,13 | 67,53 | 58,33 |
| SPD             | 19,58 | 11,15 | 19,68 |
| FDP             | 4,35  | 6,95  | 6,53  |
| Grüne           | 7,98  | 6,88  | 6,93  |
| FBI             | 5,08  | 4,28  | -     |
| DIP             | 5,88  | 3,21  | -     |
| REP             | -     | -     | 6,93  |
| Wahlbeteiligung | 51,22 | 45,17 | 48,36 |

Ortsvorsteher ist Matthias Dülme (CDU).

### Wappen
Beschreibung:

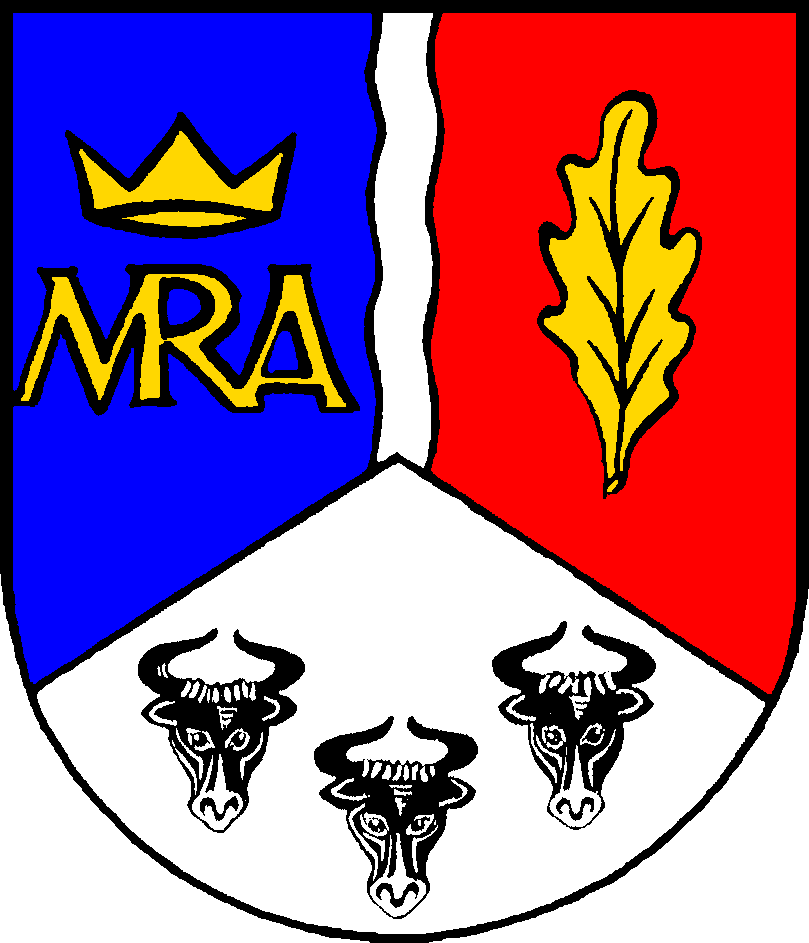
Wappen von Marienloh

Durch Göpelschnitt geteilt, oben durch eine silberne Wellenpfahlleiste gespalten von Blau und Rot;
In Feld 1 ein goldenes Buchstabenemblem, gebildet aus den miteinander verbundenen Antiqua-Versalien M R A (Maria), darüber schwebend eine goldene dreizackige Krone; in Feld 2 ein goldenes stehendes Eichblatt; in Feld 3 in Silber drei zwei zu eins gestellte schwarze Stierköpfe.
Erklärung:
Das Wappen ist ein teils sprechendes, teils historisches Wappen.
Die beiden oberen Felder symbolisieren zusammengenommen den Namen Marienloh, „… ein Ort, der früher Bendesloh, jetzt aber zur heiligen Maria in dem Lo genannt wird“, wie es in einer Urkunde heißt.
Der Name festigte sich mit der zunehmenden Wallfahrt zur Maria in dem Loh.
Farbe, Buchstaben und Krone symbolisieren den ersten Teil des Ortsnamens und erinnern an die Wallfahrt zur heiligen Maria in Marienloh.
Buchstabenemblem und Krone sind dem Medaillon der alten Marienstatue in der Marienloher Pfarrkirche entlehnt.
Das Eichblatt deutet auf den zweiten Teil des Ortsnamens: „Loh“, bzw. „in dem Loh“, Loh war ein Eichenwald.
Der silberne, untere Schildteil ist einem Siegel derer von Elmeringhusen entlehnt. Diese waren seit etwa 1300 bis zu ihrem Aussterben im Jahre 1473 Grundherren von Bendesloh.
Die silberne Wellenpfahlleiste symbolisiert die Lippe, die die Gemarkung Marienlohs durchfließt.

## Wirtschaft und Infrastruktur

### Verkehr
Am Westrand Marienlohs führt die hier als reine Kraftfahrstraße ausgebaute Bundesstraße 1 vorbei, mit den Anschlussstellen Marienloh südlich und Bad Lippspringe nördlich der Ortschaft.
Marienloh gehört zum Gebiet des Nahverkehrsverbunds Paderborn-Höxter (NPH).
Die Ortsbusse des PaderSprinters, eine städtische Tochtergesellschaft der Paderborner Kommunalbetriebe, stellen die Verbindung zu den anderen Paderborner Stadtteilen her. Die Busse der go.on Gesellschaft für Bus- und Schienenverkehr mbH verbinden den Ort mit der Linie R50/R51 nordwärts über Bad Lippspringe und Schlangen mit Horn.

## Persönlichkeiten

### Personen, die vor Ort wirkten
- Bogislav von Heyden-Linden (1853–1909), Schlossherr in Marienloh[5]

## Verweise